# Кириллофф, Алекс
Александер Дэвид Кириллофф (англ. Alexander David Kirilloff, 9 ноября 1997, Питтсбург, Пенсильвания) — американский бейсболист, аутфилдер клуба Главной лиги бейсбола «Миннесота Твинс». Первый в истории Главной лиги бейсбола игрок, дебютировавший в стартовом составе в матче плей-офф.

## Карьера
Алекс Кириллофф родился 9 ноября 1997 года в Питтсбурге в штате Пенсильвания. Он окончил старшую школу в городе Плам, за её бейсбольную команду играл на позициях аутфилдера и питчера. В последнем сезоне школьной карьеры Кириллофф в 21 сыгранном матче отбивал с показателем 54,0 %, а как питчер одержал шесть побед при показателе пропускаемости 0,74. На драфте Главной лиги бейсбола 2016 года он был выбран клубом «Миннесота Твинс» в первом раунде под общим пятнадцатым номером. Летом того же года Кириллофф подписал с клубом контракт, получив бонус в размере 2,817 млн долларов.
Профессиональную карьеру он начал в составе клуба «Элизабеттон Твинс». В сезоне 2016 года Кириллофф сыграл в 55 матчах, отбивая с эффективностью 30,6 %. Чемпионат он завершил досрочно из-за травмы локтя, но был признан Новичком года в Аппалачской лиге. В межсезонье он перенёс операцию по восстановлению связок, после чего пропустил весь следующий чемпионат. После возвращения на поле в 2018 году Алекс сыграл в 130 матчах за «Сидар-Рапидс Кернелс» и «Форт-Майерс Миракл». Его показатель отбивания по итогам сезона составил 34,8 %, он выбил 20 хоум-ранов и набрал 101 RBI. Он принял участие в Матче всех звёзд будущего, а в составе «Миракл» выиграл чемпионат Лиги штата Флорида. По итогам года Кириллоффа признали Игроком года в фарм-системе «Твинс».
Сезон 2019 года Кириллофф провёл в составе «Пенсакола Блу Уахус» и был одним из самых молодых отбивающих Южной лиги. В 94 сыгранных матчах он отбивал с показателем 28,3 %. После отмены сезона 2020 года в младших лигах из-за пандемии COVID-19, он провёл весь регулярный чемпионат в составе резервной команды «Миннесоты». Тридцатого сентября 2020 года Алекс был вызван в основной состав команды и вышел в стартовом составе на игру уайлд-кард раунда плей-офф против «Хьюстона». Он стал третьим с 1903 года игроком, дебютировавшим в Главной лиге бейсбола в матче плей-офф, и первым, кто вышел при этом в стартовом составе.